# Фёрстенфелд, Джереми
Джереми Дэниел Фёрстенфелд (англ. Jeremy Daniel Furstenfeld, родился 8 октября 1974 года в Хьюстоне, штат Техас) — барабанщик рок-группы Blue October.

## Музыкальная карьера
Джереми является родным братом вокалиста группы Джастина Фёрстенфелда. Его пригласили в группу на роль барабанщика в то время, когда Blue October готовились к своим первым выступлениям. Несмотря на то, что у Джереми практически не было опыта игры на ударных, он быстро учился и дополнил состав группы.

## Личная жизнь
Джереми в свободное от гастролей время живёт в Сан Маркосе, штат Техас вместе со своей женой Мередит и детьми.
Братья Фёрстенфелды являются друг для друга самыми лучшими друзьями, и Джастин неоднократно посвящал старшему брату песни. Например, для него он написал песню For My Brother, а в тексте Overweight есть слова: «Хочу, чтобы мой брат знал, что он спасал мне жизнь тысячи раз, на протяжении долгих лет он был тем другом, который всегда был рядом». В своих интервью Джастин говорит, что Джереми является человеком, который поддерживает его дух во время гастролей.
С детских лет Джереми является поклонником кантри. В числе любимых групп у него находятся Radiohead, Elbow, R.E.M., The Cure и многие другие. По его словам, интерес к музыке ему привили брат Джастин и мультиинструменталист Райан Делахуси, играющий в Blue October в основном на скрипке.
Джереми является вдохновителем совместного проекта участников Blue October и «Longwave» - группы Harvard Of The South. Ими был выпущен мини-альбом Miracle (EP) в 2014 году, а также записан полноценный альбом, который к настоящему моменту не был выпущен.

## Дискография
Blue October
- The Answers
- Consent to Treatment
- History for Sale
- Argue with a Tree...
- Foiled
- Foiled for the Last Time
- Approaching Normal
- The Ugly Side: An Acoustic Evening with Blue October
- Any Man In America
- Sway
- Things We Do At Night (Live from Texas)
- Home
- I Hope You’re Happy
- Live From Manchester
- This Is What I Live For

Harvard Of The South
- Miracle (EP)

## Фильмография
- Get Back Up (2020)

## Дополнительные ссылки
- Интервью с Джереми Фёрстенфелдом